# Eupithecia contrastata
Eupithecia contrastata är en fjärilsart som beskrevs av Franz Dannehl 1925. Eupithecia contrastata ingår i släktet Eupithecia och familjen mätare. Inga underarter finns listade i Catalogue of Life.